# فاننيونكر
```
فاننيونكر
 (أختصار 
Fhj
 أو 
FJ
، 
(
بالإنجليزية
: 
officer cadet
)‏
 هي رتبة عسكرية في 
الجيش الألماني
 وبعض القوات المسلحة الألمانية السابقة. في القوات المسلحة الألمانية في وقت سابق كانت أيضا الاسم الجماعي لكثير من ضباط الصف الطامحين. تم تأسيسها 
بأمر رئاسي من الرئيس الاتحادي.
 
[
1
]
```

## الرتبة
- OR-5a: Stabsunteroffizier/ Marine) Obermaat
- OR-5b: فهنجنكر / سيكاديت
- OR-5c: أونترأوفيتزير/Maat